# Engleski šahovski savez
Engleski šahovski savez (eng. English Chess Federation), krovno tijelo športa šaha u Engleskoj. Sjedište je u Battleu, Istočni Sussex, The Watch Oak, Chain Lane. Engleska pripada europskoj zoni 1.1a. Predsjednik je Dominic Ralph Lawson (ažurirano 17. listopada 2019.).

## Vanjske poveznice
- Službene stranice